# Sinularia granosa
Sinularia granosa is een zachte koraalsoort uit de familie Alcyoniidae. De koraalsoort komt uit het geslacht Sinularia. Sinularia granosa werd in 1970 voor het eerst wetenschappelijk beschreven door Tixier-Durivault. 